# Urie (Wyoming)
Pour les articles homonymes, voir Urie.
Urie est une census-designated place située dans le comté de Uinta, dans l’État du Wyoming. Sa population s’élevait à 262 habitants lors du recensement de 2010.

## Source
- (en) Cet article est partiellement ou en totalité issu de l’article de Wikipédia en anglais intitulé « Urie, Wyoming » (voir la liste des auteurs).